# Terrafugia Transition

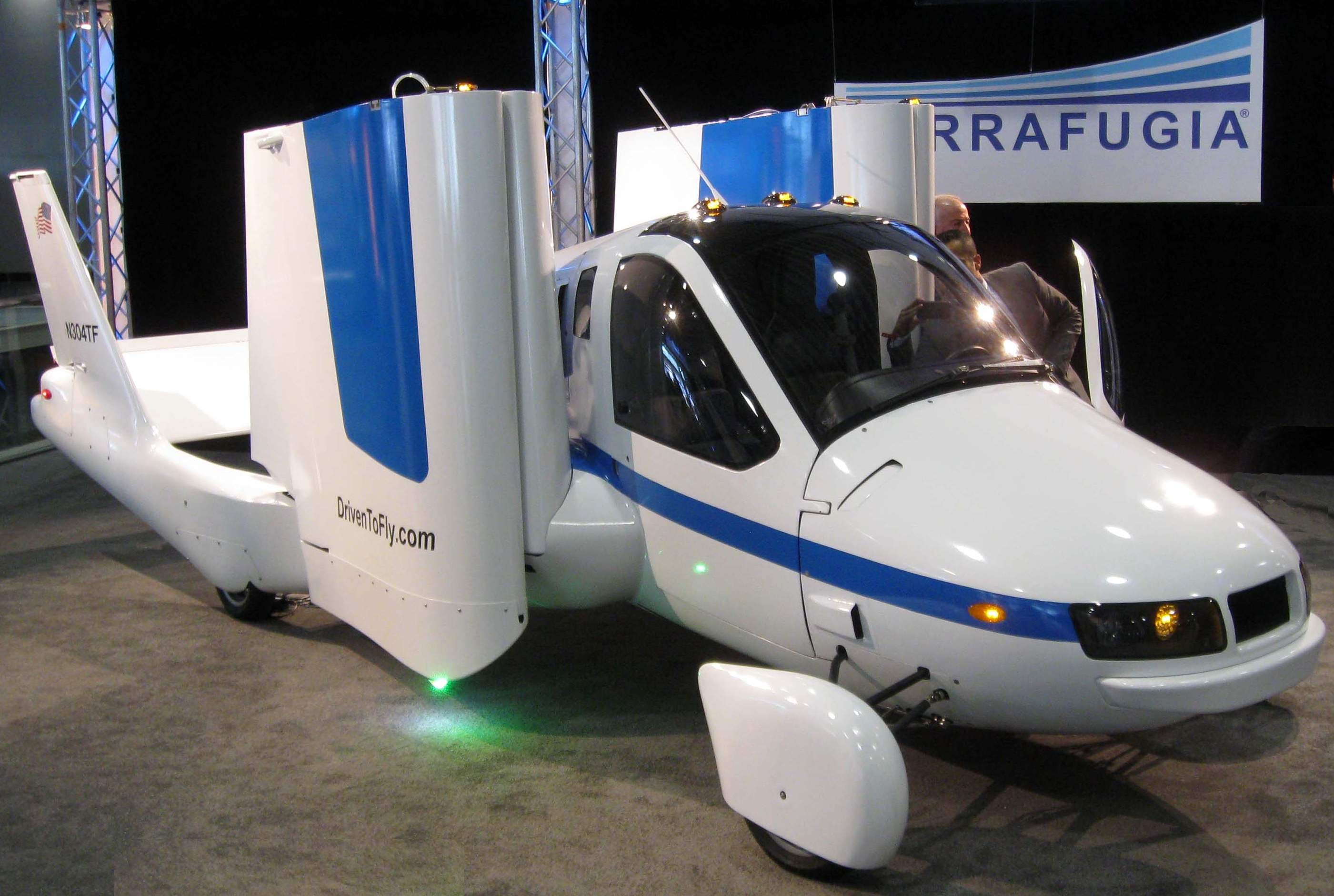
試作機

テラフージア・トランジション（Terrafugia Transition）は、米国の空陸両用の軽飛行機（スカイカー）である。DARPAのトランスフォーマーTXなどスカイカーの製造を行ってきたテラフージア社が製造し、2006年に開発を開始した。

## 概要
Transitionのエンジンにはロータックス社の912S型ピストンエンジンが採用されている。地上走行時は後輪駆動の動力、飛行時には推進式プロペラの駆動動力として使用される。燃料には自動車用の無鉛ガソリンを使用し、最高速度185km/h、航続距離740km（いずれも飛行時）を実現する。地上での最高速度は105km/hである。
機体は炭素繊維強化プラスチック製で、折りたたみ可能な主翼と双尾翼を持つ。主翼を折りたたんだ状態の寸法は、車高2.0m、車幅2.0m、車長5.9mであり、米国の標準的な車庫に収納できるように設計されている。自動操縦装置は装備していない。発売時の価格は20万から25万米ドルと予想されている。また、2010年時点では予約金1万ドル（約80万円）にて同社のホームページで予約も行なっている。当初は2011年の初出荷を目指していた。

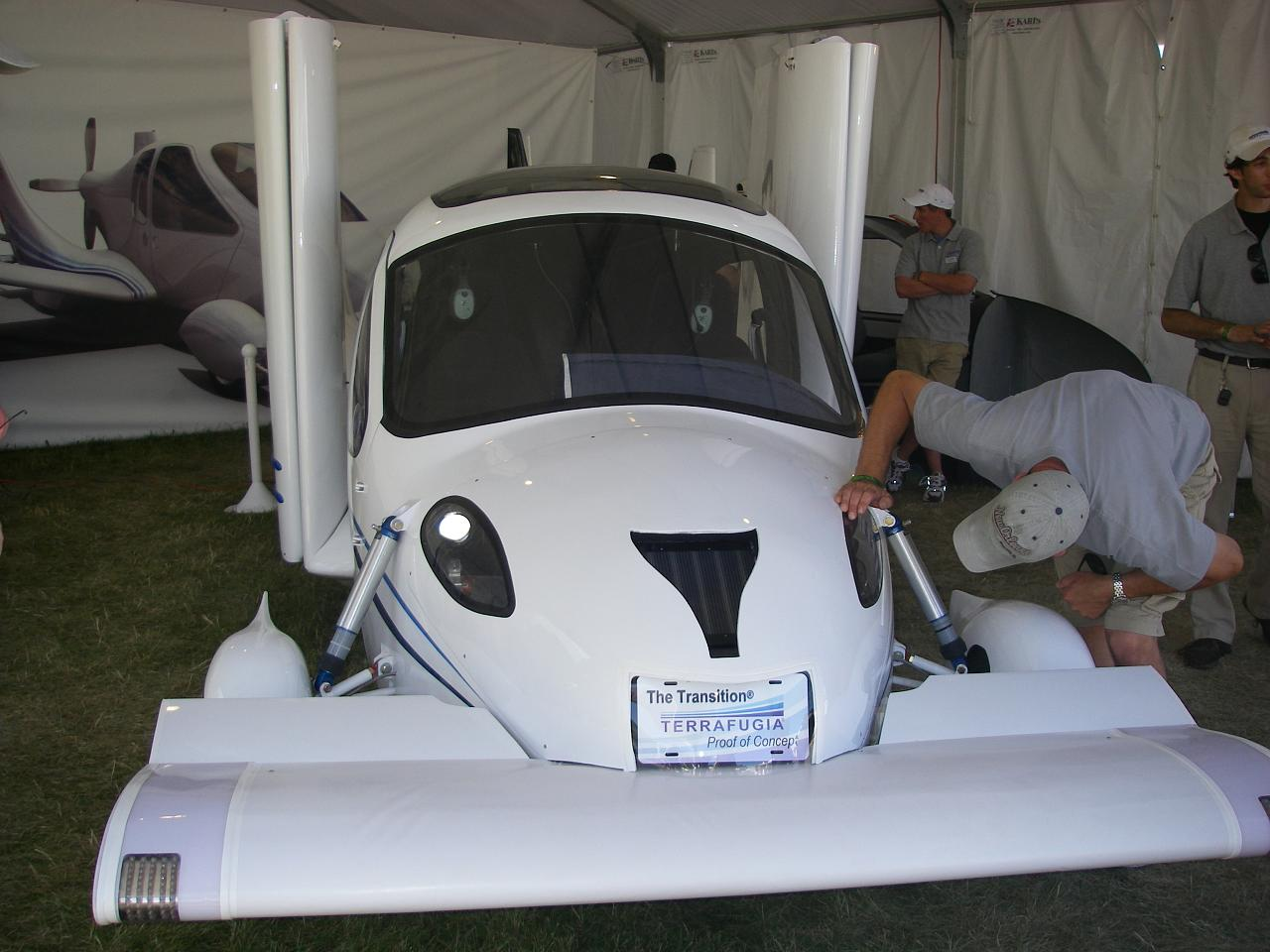
EAA エアベンチャー・オシュコシュで展示された試作機（2008年）

試作機は米連邦航空局 (FAA) の監督のもとニューヨーク州のプラッツバーグ国際空港で機体記号N302TFを付けて2009年3月5日に初飛行を行った
。
2010年7月1日、Terrafugia社はFAAの最大離陸重量規定の適用除外を受け、重量650kgながら軽量スポーツ用航空機の認定を受けられるようになったことを発表した（通常、軽量スポーツ用航空機の最大離陸重量は600kgに制限されている）。これにより、路上走行用の自動車に義務付けられているエアバッグやバンパーなどを装備できるようになった。
2012年4月には、国際自動車展示会のニューヨーク国際オートショーに出展された。TerrafugiaのディートリッヒCEOによると、年内は試験を続行して2013年の発売を目指している。
2017年11月に、Terrafugiaは中国の吉利汽車の親会社の浙江吉利控股集団に買収され、3倍の人員と資金を得て開発体制を安定させたことから2019年の市販を発表し、2018年10月に世界初の量産型スカイカーとして注文開始した。

## 仕様
アメリカのウィスコンシン州で開催されたオシュコシュ航空ショーで、2010年7月26日にTransition量産機の仕様が公開された。
| 項目         | 共通                                                                | 地上走行時        | 飛行時                |
| ------------ | ------------------------------------------------------------------- | ----------------- | --------------------- |
| 乗員/乗客    | 1/1（合計2名）                                                      |                   |                       |
| 全長         |                                                                     | 5.9m              | 6.0m                  |
| 全幅         |                                                                     | 2.3m              | 8.1m                  |
| 全高         |                                                                     | 2.0m              | 2.0m                  |
| 空虚重量     | 440kg                                                               |                   |                       |
| 積載重量     | 210kg                                                               |                   |                       |
| 最大離陸重量 |                                                                     |                   | 650kg                 |
| エンジン     | ロータックス社912S×1基                                              |                   |                       |
| 出力         | 最大100馬力（75kW） @5800rpm（5分） 95馬力（71kW） @5500rpm（連続） |                   |                       |
| 積載燃料     | 87リットル                                                          |                   |                       |
| 航続距離     |                                                                     | 1,296km           | 787km                 |
| 燃費         |                                                                     | 6.7リットル/100km | 19リットル/時         |
| 最高速度     |                                                                     | 105km/h           | 100ノット （185km/h） |
| 巡航速度     |                                                                     |                   | 93ノット （172km/h）  |
| ストール速度 |                                                                     |                   | 45ノット （82km/h）   |